# Um Krone und Kragen
Um Krone und Kragen ist ein Würfelspiel von Tom Lehmann für 2 bis 5 Spieler, erschienen 2006 bei Amigo. Die Grafik stammt von Volkan Baga.

## Beschreibung
In der Rolle von Bittstellern am Hof des Königs versuchen die Spieler möglichst viel Einfluss zu gewinnen, dabei können sogar die einfachen Bauern oder Dienstmägde  helfen, daneben stehen Hofnarren und Scharlatane zur Verfügung. Bischöfe, Edelmänner und Feldherren besitzen mehr Einfluss, aber zum einen stehen diese nicht allen zur Verfügung und zum anderen ist der Weg zu ihnen lang. 
Alle diese Charaktere finden sich auf den Spielkarten. Zu Beginn werden abhängig von der Spieleranzahl unterschiedliche Mengen ausgelegt. In jeder Runde starten die Spieler zunächst mit drei Spielwürfeln, von denen nach jedem Wurf mindestens einer ausgewählt werden muss. Nachdem der letzte Würfel herausgelegt wurde, kann sich der Spieler für das erzielte Ergebnis eine Karte auswählen, die ihm in den weiteren Runden hilft, bessere Resultate zu erzielen.
Für folgende Ergebnisse werden Karten erhalten:
- 2, 3, 4, 5, 6 oder 7 gleiche Würfel: Bauer, Wachmann, Jäger, Ritter, Feldherr, Königin und König
- 15, 20, 30 oder mehr Augen auf den Würfeln: Handwerker, Händler, Pfandleiher
- alle Würfel ungerade oder gerade Zahlen: Dienstmagd bzw. Philosoph
- Zwei und drei Paare: Astronom und Bischof
- Full House und zwei Drillinge: Hofdame und Edelmann
- Straße der Länge 5 und 6: Zauberer und Alchimist

Kann man keines dieser Ergebnisse erzielen, darf man sich den Hofnarr nehmen oder wenn man diesen schon besitzt auf die Scharlatan-Seite drehen.
Die Karten bringen folgende Vorteile:
- Einen oder zwei zusätzlichen Würfel auf die Hand nehmen: Bauer, Scharlatan, Feldherr (2)
- Zu einem Würfel eine 1, 2 oder 3 oder zu beliebig vielen eine bestimmte Zahl addieren: Dienstmagd, Hofdame (1), Edelmann (2)
- Augenzahlen zwischen 2 oder 3 Würfeln beliebig verteilen: Philosoph oder Alchimist
- Einen Würfel mit einer bestimmten oder beliebigen Zahl dazulegen: Handwerker (1), Wachmann (2), Jäger (3), Pfandleiher (4), Ritter (5), Bischof (6), Königin (?)
- Einen oder beliebig viele Würfel noch mal werfen: Hofnarr, Händler
- Einen Würfel auf eine bereits rausgelegte oder beliebige Zahl drehen: Astronom oder Zauberer

Sobald der erste Spieler sieben gleiche Würfel gewürfelt hat, darf er sich die Königskarte nehmen  und damit das Spielende bestimmen oder eine andere Karte wählen. Im letzteren Fall wird weiter gewürfelt bis ein anderer Spieler die Königskarte nimmt. Der erste Spieler, der 7 gleiche Würfel wirft erhält aber immer die Königin. Wurde die Königskarte genommen, kann jeder Spieler in einer letzten Würfelrunde versuchen, die sieben gleichen Würfel des ersten Spielers zu übertreffen. Dabei gilt zunächst die Anzahl und bei gleicher Anzahl der Wert der Würfel und die Reihenfolge in der diese erzielt werden. Gelingt es einem Spieler den Spieler, der das Spielende ausgelöst hat zu übertreffen, erhält er die Königskarte dieses Spielers. Dieser darf aber in einem letzten Versuch noch einmal versuchen, ein besseres Ergebnis zu erzielen, wobei ihm die Königin hilft.
Wenn ihm dies gelingt, hat  er das Spiel gewonnen, ansonsten der Spieler mit der Königskarte.
Entscheidend im Spiel ist also der geschickte Einsatz der Charakterkarten, um bestimmte Karten zu erhalten. Dabei kommt es auch auf die Reihenfolge an, denn je mehr Würfel man hat, desto schwerer dürfte es werden, nur gerade oder ungerade Zahlen zu werfen, es sei denn, man hat die richtige Unterstützung. Wohingegen es für ein Full House egal ist, was die anderen Würfel zeigen.

## Inhalt
- 60 Charakterkarten
- 12 Würfel
- 5 Übersichtskarten
- 1 Startspielermarker
- 1 Spielanleitung

## Auszeichnungen
- Spiel der Spiele - Spiele Hits mit Freunden 2006

## Besonderes
Die Charakterkarten sind in düsteren Farben gemalt und erinnern an Gemälde Alter Meister.

## PC-Umsetzungen
„Um Krone und Kragen“ kann in der Brettspielwelt und auf Yucata gespielt werden.